# Johan Otto von Spreckelsen
Johann Otto von Spreckelsen, né le 4 mai 1929 à Viborg et mort le 16 mars 1987 à Hørsholm, est un architecte danois.
Il est connu pour avoir conçu l'arche de la Défense.

## Biographie
Johan von Spreckelsen est le fils d’Otto von Spreckelsen d’une famille originaire de la Dithmarse et de son épouse hongroise, née Maria Antonie von Taborsky. La famille est catholique.
Après des études secondaires à l'École cathédrale de Viborg, il étudie à l’Académie Royale des Beaux-Arts du Danemark, à Copenhague, dont il devient le directeur jusqu’à sa mort en 1987. C'est là que Johan Otto von Spreckelsen fait la connaissance des architectes Inge et Johannes Exner (en) avec lesquels il collabore longtemps.
Il participe et gagne plusieurs concours au Danemark et en Suède, mais peu de ses projets sont réalisés. Parmi ses œuvres achevées figurent quatre églises au Danemark et sa maison. Ses églises les plus célèbres sont celles de Vangede au nord de Copenhague (1974) et de Stavnsholt à Farum (1981).
À partir de 1978, il enseigne à l'école d'architecture de l'Académie royale des beaux-arts du Danemark.
En mai 1983, il remporte le concours Tête Défense avec son projet de l'arche de la Défense. Mais devant la dénaturation de son projet et les revirements du monde politique français, il abandonne le chantier et ne verra pas son œuvre achevée — elle le sera par Paul Andreu —, étant mort deux ans avant son inauguration le 14 juillet 1989 pour le bicentenaire de la Révolution.

Œuvres de Johan von Spreckelsen
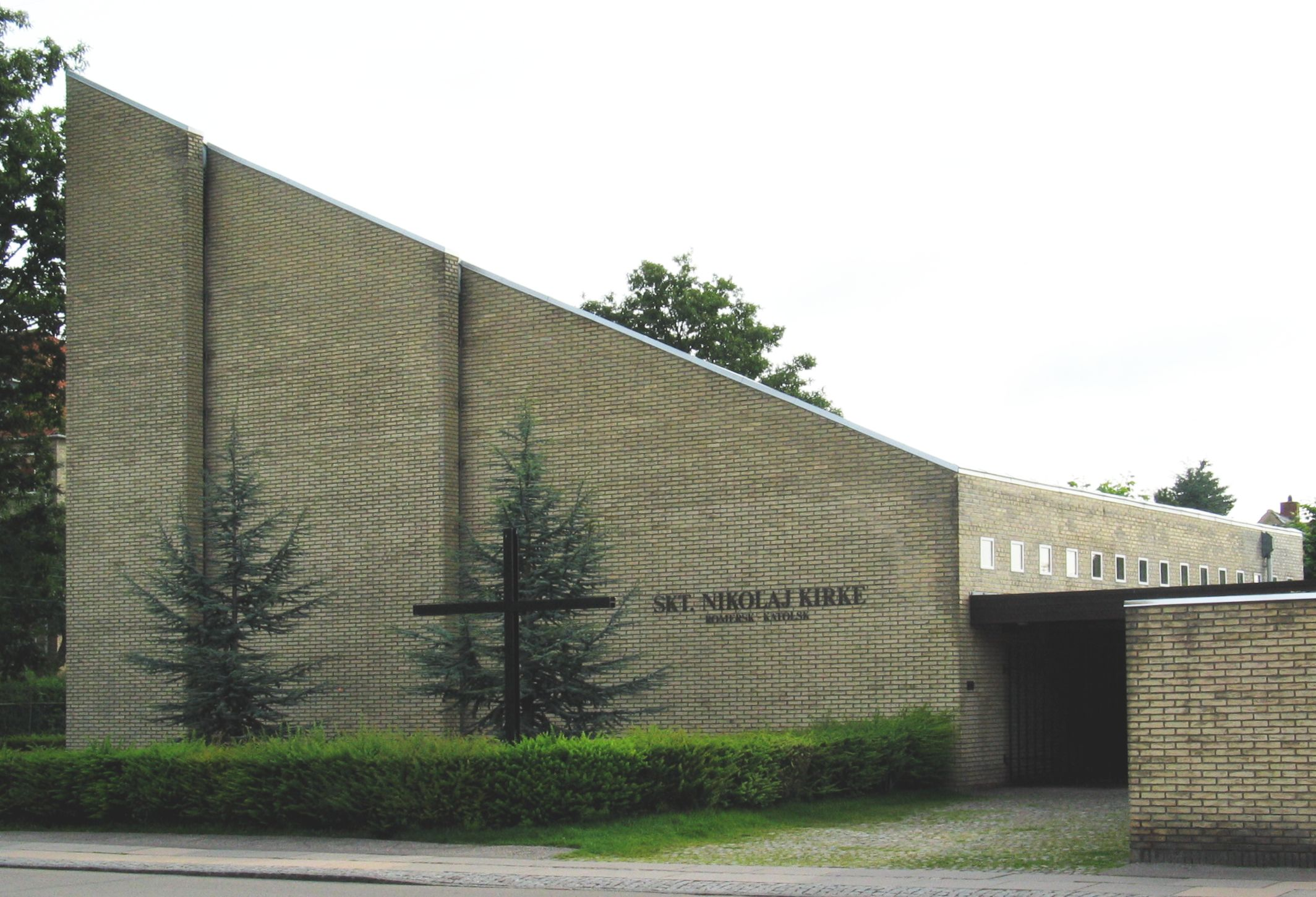
Église Skt. Nikolaj Hvidovre (1960).
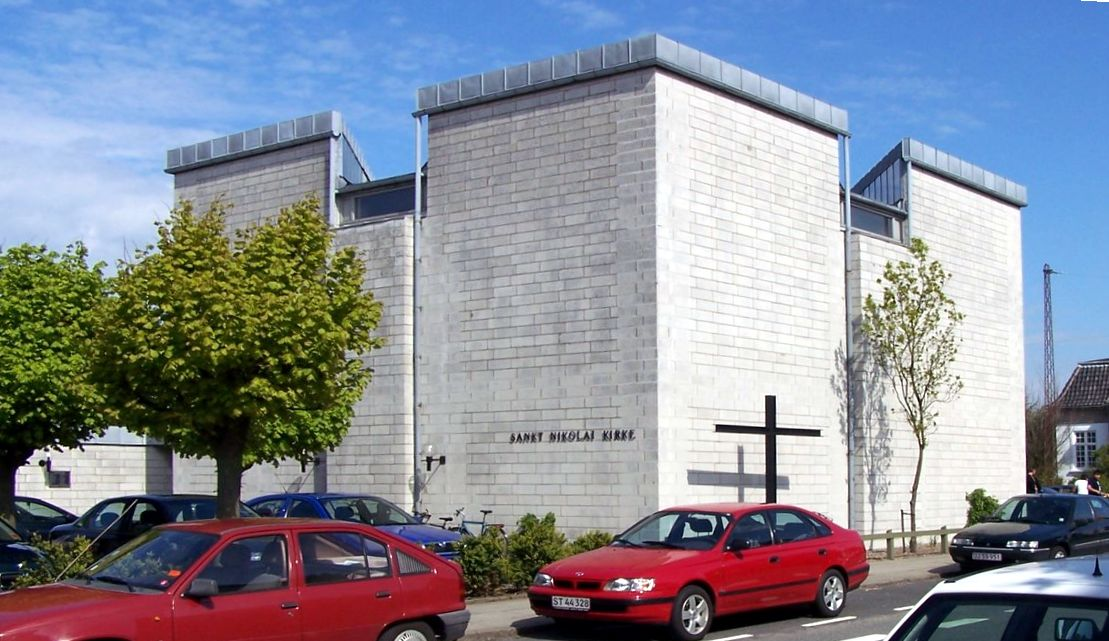
Église Sankt Nikolaj Kirke, Esbjerg (1969).
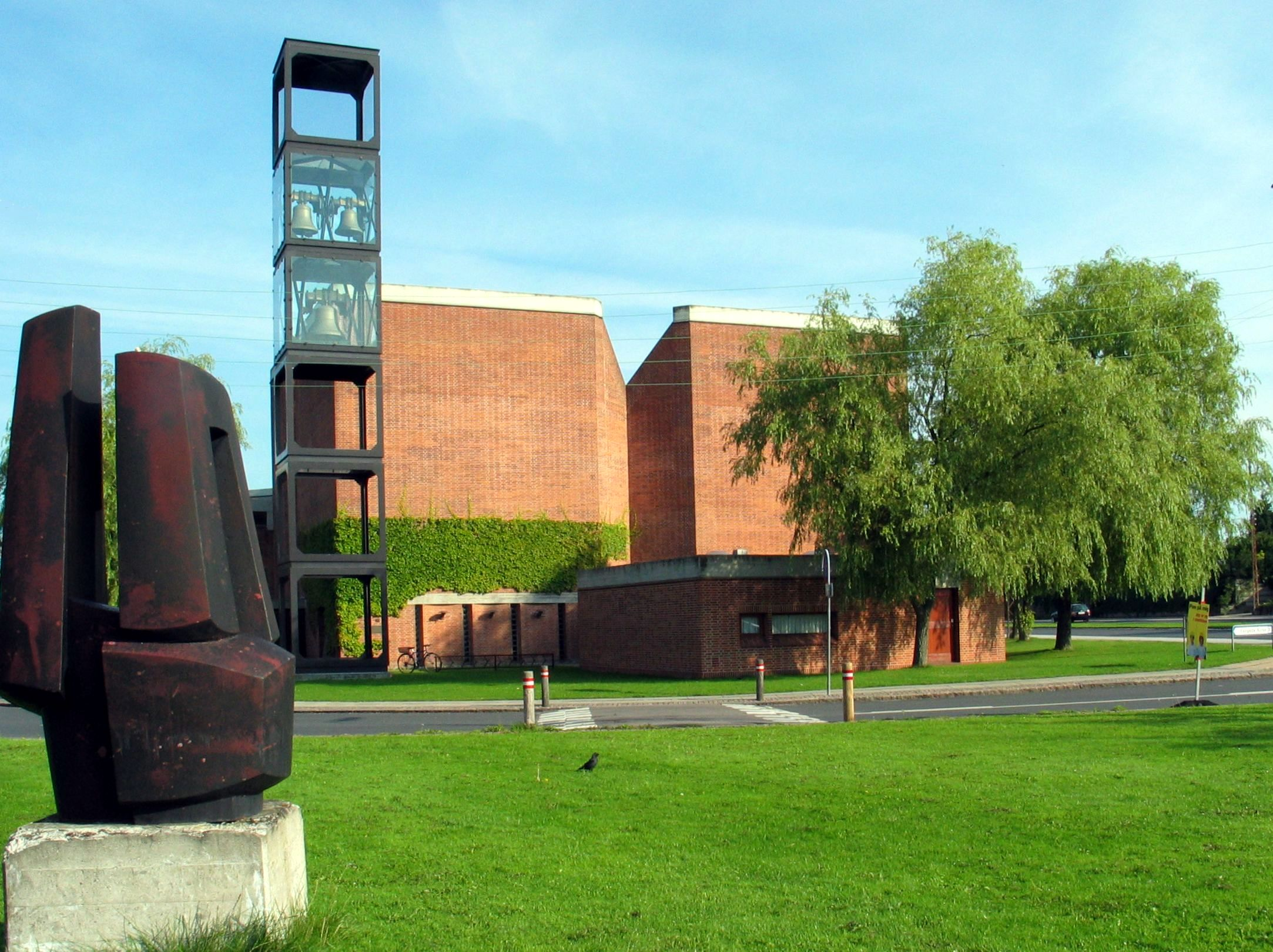
Église de Vangede (en) (1974).
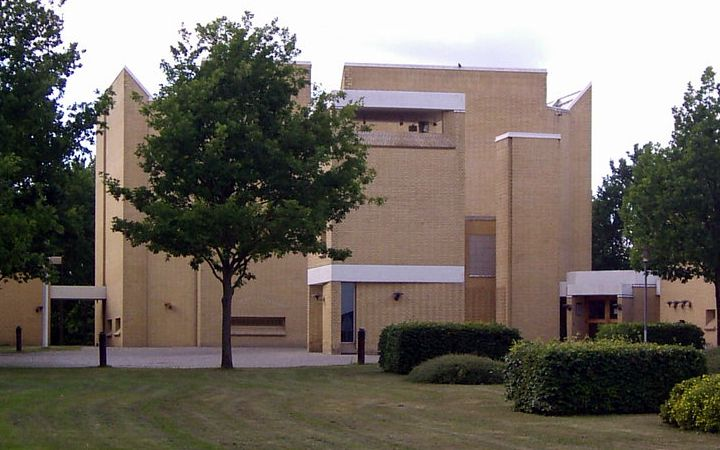
Église de Stavnsholt, Farum (1981).
Arche de la Défense (1989).

## Mentions artistiques

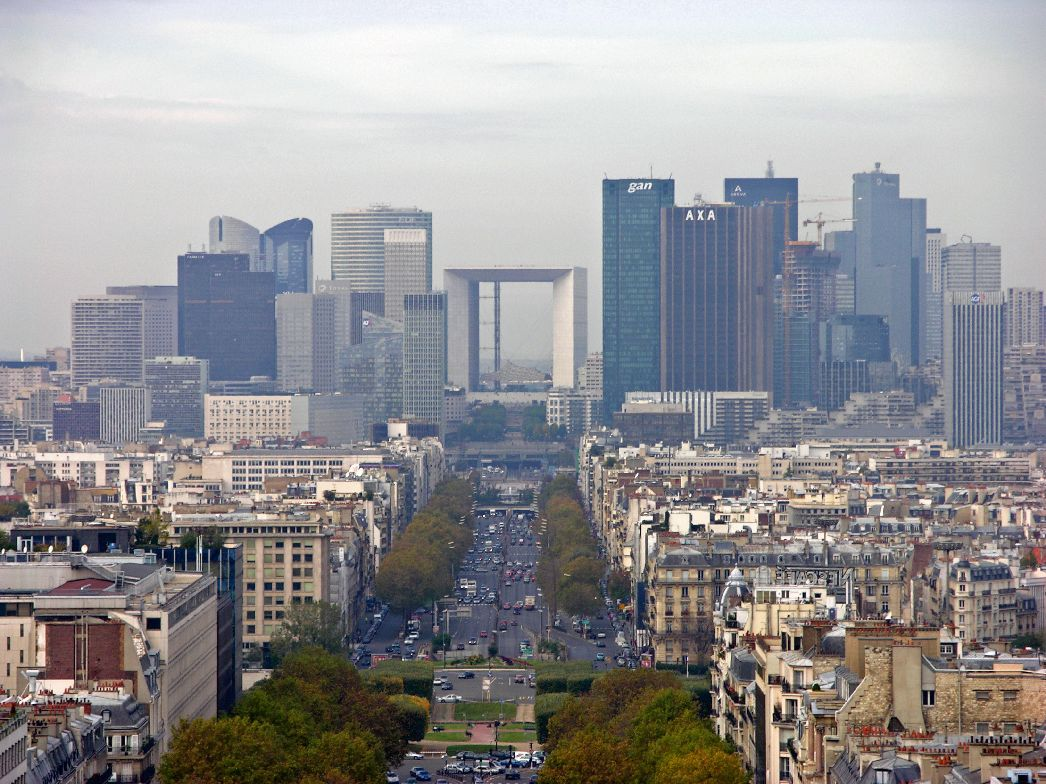
Grande Arche De La Defense

Le film Homage to Humanity de Dan Tschernia (da) (2015), retrace sous la forme d'un cours architectural mené par Johan von Spreckelsen sa théorisation formelle et philosophique de l'art de bâtir et les socles théoriques l'ayant mené à la création de l’Arche de la Défense.
Spreckelsen est le personnage principal du roman-enquête La Grande Arche de Laurence Cossé paru aux éditions Gallimard en 2016.
Il est également le personnage central du film L'Inconnu de la Grande Arche, de Stéphane Demoustier, adapté du roman de Laurence Cossé et présenté en mai 2025 à la sélection "Un certain regard" du Festival de Cannes.